# Bhahujanahalli, Tumkur
Bhahujanahalli là một làng thuộc tehsil Tumkur, huyện Tumkur, bang Karnataka, Ấn Độ.